# Специальная администрация Святого Престола
Специальная администрация Святого Престола (итал. Amministrazione Speciale della Santa Sede, сокращенно ASSS) — бывшая дикастерия Римской Курии с 1929 года по 1967 год. Специальная администрация была учреждена папой Пием XI, 7 июня 1929 года для управление 750 млн. ₤ наличными и 1 млрд. ₤ итальянских государственных облигаций, переданных Святому Престолу во исполнение Финансовой конвенции прилагающейся к Латеранским соглашениям 1929 года.
В 1967 году Папа римский Павел VI объединил Специальную администрацию Святого Престола и Администрацию имущества Святого Престола в одну дикастерию — Администрацию церковного имущества Святого Престола, учреждённую 15 августа 1967 года.

## Директора
1. Бернардино Ногара — (1929 — 1954);
2. Анри де Майардоз — (1954 — 1967).

## Секретари Кардинальской комиссии
- Альберто ди Жорио — (1940 — 1947);
- Никола Канали — (1952 — 1967).